# جاستن بيبر: لا تقل لا أبدا (فلم)
جاستن بيبر: لا تقل لا أبدًا (بالإنجليزية: Justin Bieber: Never Say Never) هو فيلم وثائقي عن المغني الكندي جاستن بيبر تم إنتاجه في الولايات المتحدة وصدر سنة 2011.

## القصة
يوثّق الفيلم لقطات من حياة نجم البوب جاستن بيبر وأهم عروضه التي نالت إعجاب جمهوره وقصة حياته القصيرة المليئة بالنجاحات والشهرة.

## الميزانية والإيرادات
كلّف الفيلم 13 مليون دولار أمريكي وحقّق أرباحًا تقدّر بـ 99 مليون دولار أمريكي.

## الإستقبال
رغم نجاح الفيلم في البوكس أوفيس، إلا أنه نال تقييمات كارثية فحصل على 1.6 في موقع IMDb.

## وصلات خارجية
- مقالات تستعمل روابط فنية بلا صلة مع ويكي بيانات
- جاستن بيبر: لا تقل لا أبدا على قاعدة بيانات الأفلام على الإنترنت
- جاستن بيبر: لا تقل لا أبدا على Rotten Tomatos
- جاستن بيبر: لا تقل لا أبدا على أول موفي
- جاستن بيبر: لا تقل لا أبدا على Metacritic